# Selibovský rybník
Selibovský rybník je rybník o rozloze asi 41,7 hektarů v jižních Čechách v katastrálním území obce Selibov. Jeho majitelem je Jihočeský kraj, hospodaření se svěřeným majetkem kraje má na starost Krajské školní hospodářství.

## Popis
Jedná se o rybník protáhlého fazolovitého tvaru, jeho maximální délka je necelých 1100 metrů a průměrná šířka asi 350 metrů. Je orientován směrem od severu k jihu, což je také směr toku řeky Olšovky. Řeka tudy protéká až do Blanice, jež se vlévá do Otavy, která se následně u hradu Zvíkov slévá s Vltavou, jež pokračuje až k Labi. Rybník tedy spadá do úmoří Severního moře.
Sotva 250 metrů na sever je obec Selibov, asi 750 metrů na východ se nachází o něco větší Tálínský rybník a za ním obec Tálín.

## Historie
Historie Selibovského rybníka je těsně spjata s blízkým Tálínským rybníkem. V protivínském archivu je první zmínka o velkém rybníku poblíž Tálína již roku 1515, domníváme se tedy, že oba rybníky byly vybudovány kolem roku 1500, neboť jsou vybudovány stejným způsobem. Rybníky tehdy nechali vytvořit křížovníci z řádu Křižovníků s červenou hvězdou v Praze, kterým vesnici daroval král Václav I. roku 1253.

## Akce
Na rybníku a kolem něj se každoročně pořádají mnohé akce. Jednou z nich jsou letní závody modelů hydroplánů či veřejné podzimní výlovy jednou za dva roky.
Na březích rybníka se roku 1961 točil film Trápení režiséra Karla Kachyni.